# Miriam Flynn
Miriam Flynn, född 18 juni 1952 i Cleveland i Ohio, är en amerikansk skådespelare. Hon är bland annat känd för att spela rollen som Catherine i komedifilmen Ett päron till farsa!, samt för att göra den amerikanska originalrösten till Mormor Långhals (Lillefots mormor) i tio av de fjorton Landet för längesedan-filmerna.
Flynn har också medverkat i flera andra film- och TV-produktioner, bland annat i rollen som syster Helen (Sister Helen) i sitcomserien Freaky Finnertys.

## Filmografi (i urval)

### Film
- 1982 – Skruvarna är lösa
- 1983 – Se upp, farsan är lös!
- 1983 – Ett päron till farsa!
- 1988 – For Keeps
- 1988 – Arton igen
- 1988 – Stealing Home
- 1989 – Ett päron till farsa firar jul
- 1991 – Lonely Hearts
- 1995 – Babe – den modiga lilla grisen (röstroll)
- 1996 – Waiting for Guffman
- 1996 – Carpool (röstroll)
- 1997 – Ett päron till farsa i Las Vegas
- 1997 – Landet för länge sedan V: Den mystiska ön (röstroll)
- 1998 – Landet för länge sedan VI: Hemligheten bakom Saurus-Berget (röstroll)
- 2000 – Landet för länge sedan VII: Jakten på Himlastenen (röstroll)
- 2000 – Kejsarens nya stil (röstroll)
- 2001 – Evolution
- 2001 – Landet för länge sedan VIII: När isen kom
- 2002 – Landet för längesedan IX: Resan till det stora havet (röstroll)
- 2003 – Landet för längesedan X: Den stora utvandringen (röstroll)
- 2005 – Landet för längesedan XI: Minisauriernas intåg (röstroll)
- 2006 – Landet för längesedan XII: Flygarnas dag (röstroll)
- 2007 – Landet för längesedan XIII: Visdomens vänner (röstroll)
- 2008 – Wieners
- 2011 – Born to Be a Star
- 2016 – Landet för längesedan XIV: De modigas resa (röstroll)

### TV
- 1984 – Rätt i natten (TV-serie) (även 1991)
- 1985 – Webster (TV-serie)
- 1985 – Snorklarna (TV-serie) (röstroll)
- 1985 – Skål (TV-serie)
- 1986 – Fem i familjen (TV-serie)
- 1986–1987 – Foofur (TV-serie) (röstroll)
- 1988 – The Tracey Ullman Show (TV-serie) (även 1989)
- 1988 – Lagens änglar (TV-serie) (även 1993)
- 1989–1990 – DuckTales (TV-serie) (röstroll)
- 1990 – Simpsons (TV-serie) (röstroll)
- 1990 – Mord och inga visor (TV-serie)
- 1991 – Murphy Brown (TV-serie)
- 1991–1995 – Taz-Mania (TV-serie) (röstroll)
- 1991–1996 – Bobbys värld (TV-serie) (röstroll)
- 1992 – Dr Howser (TV-serie)
- 1993 – Småstadsliv (TV-serie)
- 1993 – Mighty Max (TV-serie) (röstroll)
- 1994 – The Nanny (TV-serie)
- 1994–1995 – Tick (TV-serie) (röstroll)
- 1995 – Murder One (TV-serie)
- 1995 – Louie & co (TV-serie) (röstroll)
- 1995 – Trasselsudd (TV-serie) (röstroll)
- 1996 – Sylvester och Pips mysterier (TV-serie) (röstroll)
- 1996 – Quack Pack (TV-serie) (röstroll)
- 1996–1997 – Casper (TV-serie) (röstroll)
- 1997 – Advokaterna (TV-serie)
- 1997 – Pinky och Hjärnan (TV-serie) (röstroll)
- 1998 – Ally McBeal (TV-serie)
- 1998 – Tredje klotet från solen (TV-serie)
- 1998 – Brooklyn South (TV-serie)
- 1998 – Buffy och vampyrerna (TV-serie)
- 1998 – The New Batman Adventures (TV-serie) (röstroll)
- 1998 – Dharma & Greg (TV-serie)
- 1998 – Star Trek: Deep Space Nine (TV-serie) (röstroll)
- 1998 – Rugrats (TV-serie) (röstroll)
- 1999 – Batman Beyond (TV-serie) (röstroll)
- 2001 – Malcolm – Ett geni i familjen (TV-serie)
- 2001 – Static Shock (TV-serie) (röstroll)
- 2001 – Providence (TV-serie)
- 2001 – Once and Again (TV-serie)
- 2001–2005 – Freaky Finnertys (TV-serie)
- 2002 – Vem dömer Amy? (TV-serie) (även 2003)
- 2002–2008 – KritZonen (TV-serie) (röstroll)
- 2003 – The George Lopez Show (TV-serie)
- 2003 – Ozzy & Drix (TV-serie) (röstroll)
- 2004 – Megas XLR (TV-serie) (röstroll)
- 2006 – Ben 10 (TV-serie) (röstroll)
- 2006 – I nöd och lust (TV-serie)
- 2007 – Las Vegas (TV-serie)
- 2007 – The Young and the Restless (TV-serie)
- 2007 – Desperate Housewives (TV-serie)
- 2007 – Landet för längesedan (TV-serie)
- 2007 – Grey's Anatomy (TV-serie)
- 2007 – Boston Legal (TV-serie)
- 2009 – Big Love (TV-serie)
- 2010 – The Life & Times of Tim (TV-serie) (röstroll)
- 2010 – Lycka till Charlie! (TV-serie)
- 2011 – Simma lugnt, Larry! (TV-serie)
- 2011 – Zeke & Luther (TV-serie)
- 2012–2013 – Suburgatory (TV-serie)
- 2014 – Bones (TV-serie)
- 2015 – Scandal (TV-serie)
- 2015 – Murder in the First (TV-serie)
- 2015 – Liv och Maddie (TV-serie)
- 2016 – iZombie (TV-serie)
- 2016 – The Middle (TV-serie)
- 2017 – School of Rock (TV-serie)
- 2017 – NCIS: Los Angeles (TV-serie)
- 2019 – Fancy Nancy Clancy (TV-serie) (röstroll)
- 2020 – Mom (TV-serie)